# Sokola Góra (Zgierz)
Pour les articles homonymes, voir Sokola Góra.
Sokola Góra est une localité polonaise de la gmina de Parzęczew, située dans le powiat de Zgierz en voïvodie de Łódź.